# Bronisław Pawlik
Bronisław Pawlik né le 8 janvier 1926 à Cracovie et mort le 6 mai 2002 à Varsovie est un acteur de théâtre, de cinéma, de radio et de télévision polonais.

## Biographie
Pendant la Seconde Guerre mondiale il travaille en tant qu'ouvrier de chemin de fer. En 1946 il débute dans la pièce de Tadeusz Gajcy Homer i Orchideja dirigée par Iwo Gall au Théâtre Wybrzeże à Gdańsk où il joue jusqu'en 1949. Entre 1949 et 1952 il monte sur les planches du Théâtre Miejski de Łódź ensuite il se produit aux différents théâtres de Varsovie, à savoir, au Théâtre national, au Théâtre Polski, au Théâtre Ateneum, au Théâtre Powszechny et finalement au Théâtre Współczesny.

## Vie privée
Il était marié à Aniela Świderska, une actrice avec laquelle il avait une fille. Bronisław Pawlik est mort d'un cancer de l'estomac. Il est inhumé au cimetière de Powązki à Varsovie.

## Filmographie partielle
- 1954 : Cellulose : Leon Krusiewicz
- 1954 : Sous l'étoile phrygienne : Leon Krusiewicz
- 1958 : Eva veut dormir : le policier Ciapała
- 1958 : Les Adieux : le soldat polonais
- 1959 : La Croix de guerre : le soldat Florczak
- 1959 : Orzeł : le quartier-maître Rokosz
- 1961 : Mąż swojej żony : Michał Karcz
- 1961 : La Pantoufle dorée : Gregorius
- 1963 : Smarkula : Florian, le chauffeur de taxi.
- 1967 : Stawka większa niż życie : l'antiquaire (ép. 2, 5 et 6), l'horloger (ép.8 et 14)
- 1971 : Kłopotliwy gość : Marian Piotrowski
- 1974 : Nie ma róży bez ognia : l'administrateur
- 1978 : Ziemia obiecana : un mendiant (ép. 2)
- 1978 : Co mi zrobisz, jak mnie złapiesz : le photographe Roman Ferde
- 1981 : L'Ours : un employé du club de sport "Tęcza"
- 1981 : Ciosy : le poète Janusz Obrocki
- 1983 : Filip z konopi : le professeur

## Décorations
- Croix de commandeur de l'Ordre Polonia Restituta[3]